# Pau Maria Turull i Fournols
Pau Maria Turull i Fournols (Barcelona, 14 de juliol de 1878 - 1972) va ser un escriptor i advocat català.

## Biografia
Fill de l'industrial Joan Turull i Comadran (1839-1906) i de la pintora d'origen francès Filomena Fournols i Bayard, va néixer al si d'una gran nissaga de la indústria tèxtil i de la política sabadellenca. El seu avi, Pere Turull i Sallent, conegut com el rico catalán, va ser un destacat polític que va arribar a ser alcalde de Sabadell entre el 1841 i el 1856 i va fer prosperar els negocis familiars més enllà de Catalunya, arribant a Europa i Amèrica. El seu germà Fèlix Turull i Fournols (1893-1966) va ser un dels darrers Turull que van ocupar un càrrec públic a la ciutat i va exercir de president de la Cambra de la Propietat entre 1943 i 1963.
Ell va ser l'últim Turull que, de forma més o menys esporàdica, va viure a la casa familiar del carrer del Doctor Puig de Sabadell que actualment és la seu del Museu d'Art de Sabadell.
Advocat de professió, Pau Maria va ser un actiu propagandista de la Societat de Nacions i va publicar diversos assaigs de temàtica políticosocial com La Societat de les Nacions. La moral internacionalista i Catalunya (1917) o Civilitat i internacionalisme (1920). També va promoure diferents organismes culturals.

### La revistaMessidor
L'any 1918 va fundar la revista Messidor, que era una publicació quinzenal molt heterogènia des del punt de vista ideològic però que tenia una clara missió pedagògica i ètica. Va ser una de les revistes que van aparèixer a Barcelona amb l'objectiu de promoure el respecte a les minories i procurar la instauració de la Societat de Nacions. Venia a ser una perllongació catalana de la ideologia i dels projectes del grup de L'Union des Nationalités de Lausana, creat al 1912, del qual formaven part Francesc Cambó, Josep Puig i Cadafalch, Carme Karr, Miguel de Unamuno i Gumersindo de Azcárate.
El nom, que és el del desè mes del calendari republicà francès, provenia de la vil·la de Lausana on el grup tenia la seva seu. Segons paraules del mateix Turull al primer número de la revista, Messidor pretenia
| «                                                                    | la depuració i la lliure evolució de la personalitat catalana, […] la realització de l'ideal federatiu de l'iberisme, que inspirà el poeta Maragall, i en fi, l'obtenció de la major harmonització possible amb els pobles més afins, i amb l'Humanitat tota [...] | » |
| — Pau M. Turull, «Orientació». Messidor, núm. 1, gener de 1918, p. 1 | |   |

Un dels principals col·laboradors de la revista va ser l'escriptor i periodista Alfons Maseras i Galtés, amb qui Pau Maria es va relacionar intensament entre 1915 i 1921.
La revista, que originalment havia de ser de periodicitat quinzenal, va passar a ser mensual des de març de 1918. El subtítol inicial era Revista quinzenal, regionalisme, solidaritat internacional, iberisme i va anar variant al llarg dels anys. Incloïa textos en català, així com alguns en castellà, anglès, francès i italià. Entre l'abril de 1920 i el març de 1921, i entre el maig de 1921 i el juliol de 1931 se'n va suspendre l'edició. La segona època es va iniciar l'agost de 1931, sota la direcció de Nuevo estado y nuevo humanismo, i es va publicar a Madrid en castellà, amb alguns textos en francès, gallec i català.
El 1919 Pau M. Turull va publicar un recull d'articles d'aquesta revista en el llibre La Nueva Revolución.

### Els contactes amb Itàlia
A principis dels anys vint, Pau Maria i el seu amic Alfons Maseras van establir diversos contactes amb Itàlia. Tots dos van col·laborar amb la revista Fantasma de Nàpols. L'escriptor i traductor Mario Garea l'any 1921 va fer la crítica de La Nueva Revolución i Vers l'Avenir per a aquesta revista i va identificar Turull, Maseras i el poeta i polític mallorquí Joan Esterlich i Artigues com els introductors de la literatura catalana a Itàlia.
Després d'aquesta relació més o menys puntual amb Itàlia, Turull va desaparèixer de l'escena intel·lectual catalana fins als anys trenta, quan va publicar el projecte utòpic Moviment Nou Humanisme (1934), també amb la col·laboració de Maseras.

### Escriptor i poeta
Va escriure tres reculls poètics. Remembrances, publicat l'any 1916, en el qual combinava poemes en català i francès, anava precedit d'un pròleg del seu amic Alfons Maseras. Étincelles (1923), en canvi, estava íntegrament escrit en francès. Eurítmia, que va veure la llum al 1928, estava encapçalat per un prefaci de Manuel de Montoliu.
L'any 1942 va escriure l'obra de teatre La Nueva Colombina, que ell mateix reescriuria diverses vegades però que mai arribaria a ser representada.